# Galahad (Alberta)
Galahad est un village (village) du Comté de Flagstaff, situé dans la province canadienne d'Alberta.

## Démographie
En tant que localité désignée dans le recensement de 2011, Galahad a une population de 119 habitants dans 49 de ses 64 logements, soit une variation de -11.2% avec la population de 2006. Avec une superficie de 0,596 0 km2, village possède une densité de population de 199,664 4 hab/km2 en 2011.
Concernant le recensement de 2006, Galahad abritait 134 habitants dans 56 de ses 62 logements. Avec une superficie de 0,596 0 km2, village possédait une densité de population de 224,8 hab/km2 en 2006.
| 2001 | 2006 | 2011 | 2016 |
| ---- | ---- | ---- | ---- |
| 161  | 134  | 119  | 111  |